# Irpicochaete nodulosa
Irpicochaete nodulosa är en svampart som beskrevs av Rick 1940. Irpicochaete nodulosa ingår i släktet Irpicochaete, ordningen Polyporales, klassen Agaricomycetes, divisionen basidiesvampar och riket svampar.   Inga underarter finns listade i Catalogue of Life.